# Шпенд Девая
Шпенд Девая (на албански: Shpend Devaja, на македонска литературна норма: Шпенд Деваја) е северномакедонски съдия.

## Биография
Роден е на 19 април 1962 година в албанско семейство в столицата на Народна република Македония Скопие, днес Северна Македония. Основно и средно образование завършва в родния си град. В 1985 година завършва Юридическия факултет на Скопския университет и в 1986 година започва работа като адвокатски стажант. Полага правосъден изпит в 1987 година в Скопие и в 1988 година започва работа в правния отдел на „Центрохемия“, Скопие. От 1 септември 1990 година е адвокат.
На 2 декември 2013 година е избран за съдия във Върховния съд на Република Македония.